# Rubén Galván
Rubén Galván   (Comandante Fontana, 7 d'abril de 1952 - Avellaneda, 14 de març de 2018) va ser un futbolista argentí.

## Selecció de l'Argentina
Va formar part de l'equip argentí campió de la Copa del Món de 1978.